# Mossvartlöpare
Mossvartlöpare (Pterostichus rhaeticus) är en skalbaggsart som beskrevs av Oswald Heer 1837. Mossvartlöpare ingår i släktet Pterostichus, och familjen jordlöpare. Arten är reproducerande i Sverige.